# Penske PC1
O  PC1  é o modelo da Penske Racing nas temporadas de 1974 e 1975 da Fórmula 1. Foi guiado por Marc Donohue e John Watson. O PC1 entrou e competiu em 12 GPs, e foi substituído pelo Penske PC3 na temporada de 1976.

## Desenvolvimento
Desenhado por Geoff Ferris, foi acionado pelo motor Ford Cosworth DFV , montado em um monocoque de alumínio. Equipado com caixa de câmbio Hewland DG400 e pneus Goodyear , foi capaz de resultados discretos.

Em 1973, a Penske comprou as instalações do pequeno fabricante de carros de corrida McRae Cars Ltd em Poole, Dorset, no Reino Unido. A McRae Cars foi fundada pelo piloto e construtor da Nova Zelândia Graeme McRae, um designer e concorrente de sucesso global na fórmula de corridas F5000 . Começando com apenas seis funcionários, Penske nomeou seu então gerente de equipe da Porsche Can-Am , Swiss Heinz Hofer, como gerente de F1, e Geoff Ferris como engenheiro-chefe / designer. Para completar, a equipe de F1 foi Karl Kainhofer,  chefe de longa data da Penske, mecânico e construtor de motores, que ingressou na operação no Reino Unido em meados de 1974.
1. ↑  «Penske PC1». Jonathan Davies. Consultado em 11 de fevereiro de 2020
2. ↑  «Rebaque HR100 • STATS F1». www.statsf1.com. Consultado em 11 de fevereiro de 2020
3. ↑  Kirby, Gordon. «Penske's F1 cars». Motor Sport. Consultado em 11 de fevereiro de 2020